# Stuart J. Freedman
Stuart Jay Freedman (* 13. Januar 1944 in Los Angeles; † 10. November 2012 in Santa Fe) war ein US-amerikanischer experimenteller Physiker. Neben der Kern-, Atom- und Teilchenphysik befasste er sich auch mit Astrophysik.
Freedman studierte Physik an der University of California, Berkeley, mit dem Bachelor-Abschluss 1965, dem Master-Abschluss 1967 und der Promotion 1972. Danach war er Instructor und ab 1975 Lecturer an der Princeton University. 1976 wurde er Assistant Professor an der Stanford University. 1982 bis 1987 war er am Argonne National Laboratory und 1987 bis 1991 Professor an der University of Chicago. Ab 1991 war er Professor in Berkeley und Senior Physicist am Lawrence Berkeley National Laboratory.
Er war führend am KamLAND Experiment in Kamioka beteiligt zur Untersuchung von Neutrinooszillationen. Der mit 1000 Tonnen Szintillationsflüssigkeit gefüllte Detektor-Tank ist in derselben Bergwerksmine wie Kamiokande und dessen Nachfolger Superkamiokande. Er ist für die Beobachtung von Elektron Neutrinos und Antineutrinos ausgelegt, operiert seit 2002 und mit ihm gelang der erste deutliche Nachweis von Neutrinomasse (Oszillation) über Neutrinos, die in einem  Reaktor erzeugt wurden. Mit KamLAND werden auch Geoneutrinos beobachtet aus dem Erdkern, die Rückschlüsse auf die Wärmeerzeugung im Erdinnern zulassen.
Außerdem war er mit seiner Gruppe am CUORE-Detektor (ein bei sehr tiefen Temperaturen betriebenes Bolometer) im Gran-Sasso-Untergrundlabor beteiligt, mit dem der neutrinolose Doppelte Betazerfall im Zerfall von Tellurium 130 beobachtet werden soll. Dort operierte bereits der Prototyp Cuoricino.
Mit John Clauser war er an Experimenten zum Test der Bellschen Ungleichung beteiligt.
2007 erhielt er den Tom-W.-Bonner-Preis für Kernphysik für seine Beiträge zur Neutrinophysik und der schwachen Wechselwirkung, insbesondere für seine führende Rolle im KamLAND Experiment und seine Präzisionsmessungen des Betazerfalls des Neutrons.
Er war Fellow der American Physical Society und war Vorsitzender von deren Abteilung für Kernphysik. Von 1978 bis 1982 war er Sloan Research Fellow. Im Jahr 2001 wurde er gewähltes Mitglied der National Academy of Sciences, 2006 der American Academy of Arts and Sciences.
Er war seit 1968 verheiratet und hatte einen Sohn.